# Comissia magnifica
Comissia magnifica is een haarster uit de familie Comatulidae.
De wetenschappelijke naam van dit taxon werd in 1922 gepubliceerd door Torsten Gislén.